# Cotys VII
Pour les articles homonymes, voir Cotys.
Cotys VII est un prince thrace des débuts de l'Empire romain, roi des Astéens et des Odryses de 31 à 18 av. J.-C. Il est le fils de Sadalès II comme peut-être son prédécesseur et frère Sadalès III, et le père de son successeur Rhescuporis II.
Sadalès III (ou Adallas), qui reçoit le trône des Odryses de la part de Marc Antoine en 42 av. J.-C. après la bataille de Philippes, est dépouillé de ses états par Auguste, qui couronne Cotys VII.
Vers 18 av. J.-C., Cotys VII meurt, et son beau-frère, roi des Sapéens, Rhémétalcès Ier, devient le tuteur de ses enfants, dont Rhescuporis II, le nouveau roi.
Les Besses, peuple de la Thrace, restés indépendants de Rome, attaquent les provinces thraces alliées de l'Empire romain. Les barbares sont repoussés par une armée romaine aidée de leurs alliés thraces. Dans les années 13/11 av. J.-C., Rhescuporis et son oncle Rhémétalcès sont à nouveau attaqués par les Besses. Cette attaque est plus sérieuse que la précédente et Rhescuporis est vaincu et tué. Rhémétalcès est aussi mis en déroute mais parvient à fuir. L'aide des Romains permet de détruire les Besses, les terres du prince astéen Rhescuporis sont en partie rattachées à Rome et le prince sapéen Rhémétalcès Ier devient le roi du dernier royaume thrace, celui des Odryses, succédant à Rhescuporis.

### Sources partielles
- « Cotys IV », Charles Weiss, Biographie universelle, ou Dictionnaire historique contenant la nécrologie des hommes célèbres de tous les pays, 1841 [détail des éditions].
- Félix Cary, Histoire des rois de Thrace et de ceux du Bosphore cimmérien, éd. Desaint et Saillant, 1752 [lire en ligne].
- (en) Ian Mladjov, de l'Université du Michigan, liste des rois odrysiens de Thrace.
- (en) Site hourmo.eu, collection of Greek Coins of Thrace, Index des rois.